# Stefano di Chartres
Stefano di Chartres, noto anche come Stefano de la Ferté (... – 1130), è stato un cavaliere medievale e patriarca cattolico francese imparentato con il re Baldovino I di Gerusalemme.
Entrò nel clero per diventare abate di Saint-Jean-en-Vallée a Chartres.
Fu Patriarca latino di Gerusalemme dal 1128 alla morte, nel 1130.